# SMS Leipzig (1905)
Pour les autres navires du même nom, voir SMS Leipzig.
Le SMS Leipzig, du nom de la ville de Leipzig en Allemagne, est un croiseur léger de la classe Bremen construit pour la Marine impériale allemande (Kaiserliche Marine). Il est le sixième des sept navires de sa classe. Mis sur cale au chantier naval d'AG Weser à Brême en 1904 et lancé en mars 1905, le Leipzig entre en service en avril 1906. Le navire est équipé de dix canons de 10,5 cm et de deux tubes lance-torpilles de 450 mm et peut atteindre une vitesse de 22 nœuds (41 km/h).
La carrière du Leipzig se déroule sur les théâtres d'outre-mer. En août 1914, au début de la Première Guerre mondiale, le croiseur navigue au large des côtes du Mexique. Après avoir rejoint l'escadre d'Extrême-Orient du vice-amiral Maximilian von Spee, le Leipzig opère dans les eaux sud-américaines et participe à la bataille de Coronel, au cours de laquelle l'escadre allemande détruit deux croiseurs cuirassés britanniques. Un mois plus tard, il prend part à la bataille des Falklands qui voit l'anéantissement de la flotte d'Extrême-Orient par une escadre de la Royal Navy. Au cours de l'engagement, le Leipzig est pris en chasse et coulé par les croiseurs anglais HMS Glasgow et HMS Kent. La plus grande partie de l'équipage disparaît avec le navire ; seuls 18 survivants sont repêchés par les Britanniques.

## Construction
La construction du Leipzig débute sous le nom de commande « N » au chantier naval AG Weser de Brême en 1904. Le navire est lancé le 21 mars 1905, après quoi des travaux d'aménagement ont lieu. Le Leipzig entre en service dans la Hochseeflotte le 20 avril 1906. Long de 111,1 m et large de 13,3 m, le croiseur a un tirant d'eau de 5,61 m vers l'avant et déplace 3 816 tonnes à pleine charge. Son système de propulsion comprend deux moteurs à triple expansion alimentés par dix chaudières à charbon, qui lui donnent une puissance de 10 000 chevaux et lui permettent d'atteindre une vitesse maximale de 22 nœuds (40,7 km/h), pour un rayon d'action de 4 690 milles marins (8 685,88 km) à 12 nœuds (22 km/h). Le Leipzig dispose d'un équipage de 14 officiers et de 274 à 287 officiers mariniers et matelots.
Le navire est armé de dix canons de 10,5 cm SK L/40 montés sur tourelle simple. Deux sont placés côte à côte sur le gaillard d'avant, six situés au milieu du navire — trois sur chaque flanc —, et deux disposés côte à côte à l'arrière. Les canons ont une portée maximale de 12 200 m. Le navire dispose de 1 500 munitions, soit 150 obus par canon. Le Leipzig est également équipé d'une paire de tubes lance-torpilles de 450 mm, immergés de part et d'autre de la coque et disposant de cinq torpilles chacun, et transporte à son bord cinquante mines marines. Le vaisseau est protégé par un pont blindé allant jusqu'à 80 mm d'épaisseur, de même que pour le kiosque et les canons couverts respectivement par 100 mm et 50 mm de blindage.

## Service
Le futur amiral Franz von Hipper devient le premier commandant du navire, de son entrée en service en avril 1906 jusqu'au mois de septembre, date à laquelle le Leipzig est déployé en outre-mer et est affecté à l'escadre d'Extrême-Orient, aux côtés des croiseurs cuirassés Scharnhorst et Gneisenau et des croiseurs légers Emden et Nürnberg. Lorsque la Première Guerre mondiale éclate en août 1914, le Leipzig croise au large de la côte ouest du Mexique afin de symboliser la présence allemande aux Amériques, et est également chargé de protéger les ressortissants allemands de ce pays alors agité par des troubles politiques. Il passe les premières semaines du conflit à tenter d'intercepter des navires marchands britanniques au large de San Francisco avant de faire halte le 18 août aux îles Galápagos durant son trajet vers l'Amérique du Sud. Une semaine plus tard, le Leipzig coule un cargo britannique transportant une cargaison de sucre et opère ensuite à partir du 28 sur les côtes péruviennes. Le 8 septembre, le navire fait escale dans le port neutre de Guaymas au Mexique afin de se réapprovisionner en charbon,.
Le Leipzig, accompagné de trois navires charbonniers, fait sa jonction le 14 octobre avec le reste de l'escadre d'Extrême-Orient commandée par le vice-amiral Maximilian von Spee à l'île de Pâques. L'escadre repart le 18 octobre en direction des côtes sud-américaines et, après s'être arrêtée en cours de route à l'archipel Juan Fernández, arrive en vue de l'île Mas a Fuera le 26 octobre. Les vaisseaux de von Spee se dirigent ensuite sur Valparaíso au Chili, où ils sont informés qu'un croiseur britannique, le HMS Glasgow, mouille dans la rade de Coronel. Von Spee décide de se rendre immédiatement à Coronel afin d'attaquer le navire à sa sortie du port, sans savoir que le Glasgow a entretemps été rejoint par les croiseurs cuirassés HMS Good Hope et HMS Monmouth.

### Bataille de Coronel

Carte de la bataille de Coronel montrant les mouvements des escadres allemande et britannique et les positions successives des différents navires.

Alors qu'il patrouille au large de Coronel, le Leipzig arraisonne un trois-mâts barque chilien qui est fouillé, mais ce dernier naviguant sous pavillon neutre et ne transportant pas de produits de contrebande, les Allemands le laissent repartir. Le 1er novembre, à 16 h, le Leipzig repère au loin une colonne de fumée, bientôt rejointe par une deuxième à 16 h 17 puis par une troisième à 16 h 25. Les Britanniques détectent le Leipzig pratiquement au même moment et les deux escadres se forment en ligne de bataille. Le Leipzig est le troisième navire de la ligne allemande, derrière le Scharnhorst et le Gneisenau. À 18 h 7, von Spee ordonne de procéder à une « distribution du feu par la gauche » signifiant pour chacun des navires l'ordre d'engager l'adversaire situé à sa hauteur dans la ligne d'en face. Les Allemands ouvrent le feu les premiers, à 18 h 34.
Le Scharnhorst et le Gneisenau se défont rapidement de leurs homologues britanniques tandis que le Leipzig tire sans succès sur le Glasgow. Le croiseur anglais parvient à toucher le Leipzig à 18 h 49 mais l'obus n'explose pas, sans doute en raison d'un défaut de fabrication. Le Leipzig et le Dresden enregistrent cinq coups au but sur le Glasgow avant que von Spee n'ordonne au Leipzig de se rapprocher du HMS Good Hope, alors très gravement endommagé, afin de le torpiller. Une bourrasque de pluie obscurcit alors le navire et quand le Leipzig arrive enfin à proximité du Good Hope, celui-ci a sombré corps et biens. Ignorant le naufrage du croiseur cuirassé, aucune tentative de sauvetage n'est mise en œuvre par l'équipage du Leipzig afin de repêcher d'éventuels survivants. Vers 20 h, le Leipzig croise inopinément le Dresden dans le brouillard, chacun des deux vaisseaux croyant initialement avoir affaire à un navire ennemi avant de parvenir rapidement à s'identifier. Le Leipzig ressort quasiment intact de cet affrontement et sans aucun blessé à son bord.
Peu après la bataille de Coronel, von Spee décide de retourner à Valparaiso afin d'y recevoir des instructions. Le Scharnhorst, le Gneisenau et le Nürnberg restent au port tandis que le Leipzig et le Dresden escortent les charbonniers jusqu'à Más Afuera. Le reste de l'escadre d'Extrême-Orient les y rejoint le 6 novembre. Les croiseurs en profitent pour faire le stock de charbon et de provisions diverses. Le 10 novembre, le Leipzig et le Dresden sont envoyés à Valparaiso où ils arrivent le 13, avant de rallier l'escadre cinq jours plus tard à environ 250 milles nautiques (460 km) à l'ouest de l'île Más a Tierra. La flotte allemande ainsi réunie se met en route vers le golfe de Penas qu'elle atteint le 21 novembre, et s'y recharge de nouveau en charbon en prévision du long voyage qu'elle s'apprête à entreprendre en direction du cap Horn. Les Britanniques, choqués par la défaite de Coronel, ont dépêché dans l'Atlantique Sud deux excellentes unités, les croiseurs de bataille HMS Invincible et HMS Inflexible, sous le commandement du vice-amiral Doveton Sturdee, afin de traquer et d'anéantir les navires allemands de von Spee. Les deux bâtiments quittent les ports d'Angleterre le 11 novembre et arrivent aux îles Falklands le 7 décembre, après avoir été rejoint en cours de route par les croiseurs cuirassés HMS Carnarvon, HMS Kent et HMS Cornwall et par les croiseurs légers HMS Bristol et Glasgow.

### Bataille des Falklands
Le 26 novembre, l'escadre d'Extrême-Orient quitte le golfe de Penas pour le cap Horn où elle arrive le 2 décembre. Alors qu'il fait route au large du cap, le Leipzig capture le voilier canadien Drummuir, transportant 2 750 tonnes de charbon. La cargaison est transférée sur les charbonniers Baden et Santa Isabel lors d'une escale à l'île Picton. Dans la nuit du 6 décembre, von Spee tient une conférence avec les capitaines de l'escadre à qui il propose d'attaquer les îles Falklands. Le Fregattenkapitän Haun, commandant du Leipzig, ainsi que les commandants du Gneisenau et du Dresden, s'opposent à ce plan et suggèrent au contraire de contourner les Falklands afin de s'en prendre aux navires de commerce dans le secteur de La Plata. Von Spee décide néanmoins d'attaquer les Falklands au matin du 8 décembre.

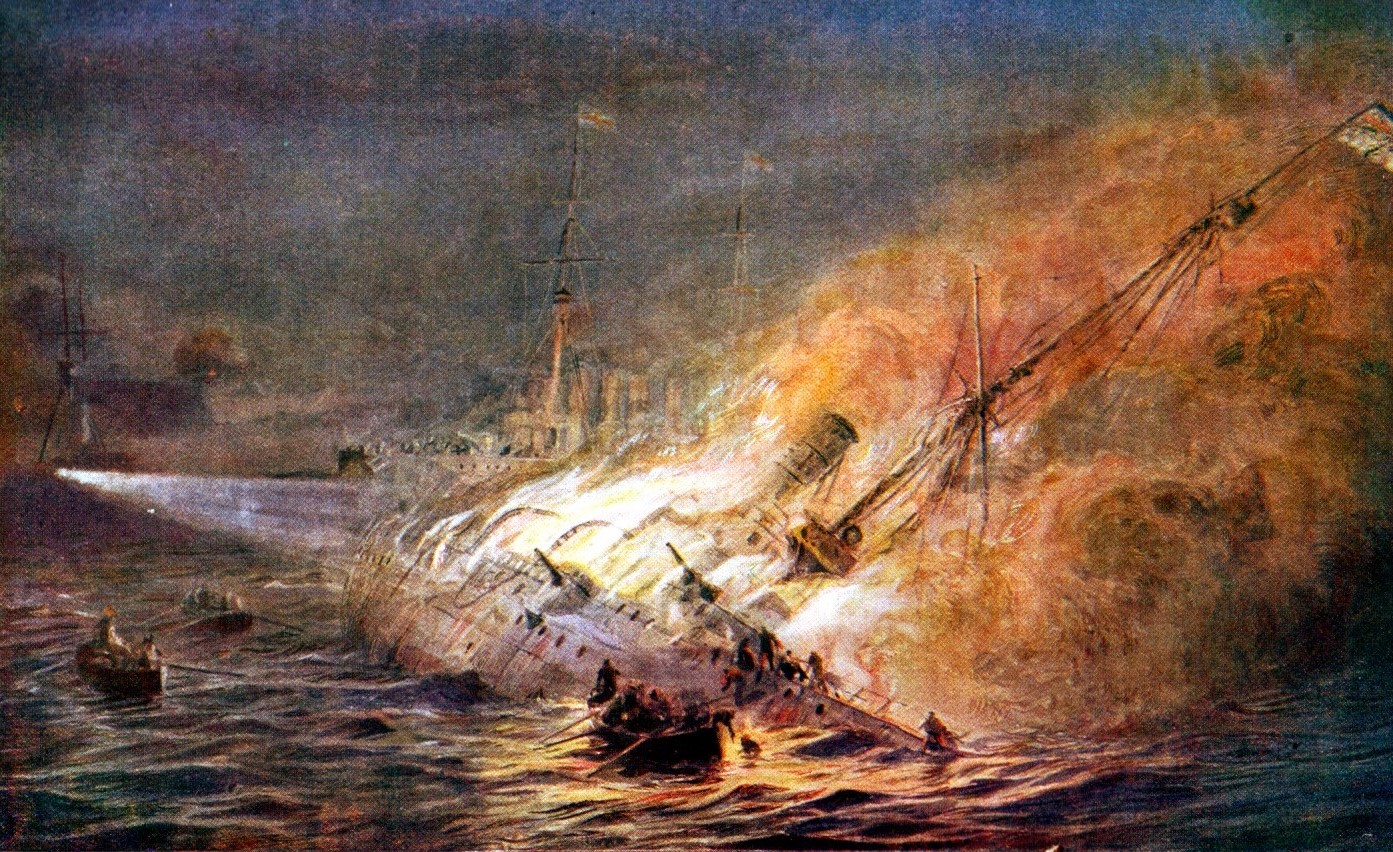
Le naufrage du SMS Leipzig lors de la bataille des Falklands, le 8 décembre 1914. Aquarelle de William Lionel Wyllie.

Ce jour-là, à l'aube, les Allemands s'approchent de Port Stanley, la capitale de l'archipel, mais ils sont rapidement repérés par les Britanniques qui se préparent immédiatement au combat. Voyant des nuages de fumée s'élever au-dessus du port, von Spee croit d'abord que ses adversaires sont en train de brûler leurs stocks de charbon afin d'empêcher les Allemands de s'en emparer, mais lorsqu'il réalise qu'une puissante escadre britannique se trouve dans la rade, il arrête aussitôt son attaque et fait demi-tour afin de s'échapper. Quittant le port, les bâtiments de la Royal Navy se lancent à sa poursuite. À 12 h 55, les deux croiseurs de bataille britanniques rattrapent l'escadre de von Spee et font feu sur le Leipzig placé en queue de ligne, sans résultat. Spee, voyant qu'il ne peut échapper à la flotte britannique, décide de livrer un combat retardateur avec ses meilleurs navires, les croiseurs cuirassés Scharnhorst et Gneisenau pour permettre aux trois autres croiseurs de s'échapper. En réponse, Sturdee envoie ses croiseurs légers pourchasser le Nürnberg, le Dresden et le Leipzig.
Le HMS Glasgow prend en chasse le Leipzig. Le croiseur anglais arrive rapidement à portée et ouvre le feu vers 14 h 40, bombardant son adversaire pendant une vingtaine de minutes. Touché, le Leipzig oblique à bâbord afin de réduire la distance qui le sépare du Glasgow avant de virer par tribord pour riposter avec sa puissance de feu maximale. Lors du duel d'artillerie qui s'ensuit, les deux navires s'infligent mutuellement des dégâts, forçant le Glasgow à rompre l'engagement pour se retirer sous la protection des croiseurs cuirassés, mieux armés et mieux protégés. Le Leipzig, pris pour cible par le HMS Cornwall et le HMS Kent, est sérieusement endommagé et un incendie se déclare à son bord. Le navire poursuit cependant la lutte et touche le Cornwall à dix-huit reprises, causant à celui-ci des dommages importants. Pendant l'engagement, le croiseur léger tire aussi trois torpilles en direction des navires britanniques, sans toutefois parvenir à les atteindre. À 19 h 20, devant l'état de délabrement du Leipzig, Haun ordonne de saborder le navire. Les bâtiments anglais s'approchent alors du vaisseau en perdition et ouvrent le feu à bout portant, tuant la plupart des membres de l'équipage. Les Britanniques détruisent également un cotre sur lequel ont pris place de nombreux survivants, tuant la totalité d'entre eux. Le Leipzig finit par chavirer et sombrer à 21 h 5, avec Haun à son bord. Seuls dix-huit hommes sont repêchés des eaux glaciales par les Britanniques.